# Ranger Automotive Company
Ranger Automotive Company Limited war ein britischer Hersteller von Automobilen.

## Vorgeschichte
Eric Salmons betrieb in Romford den Gebrauchtwagenhandel EJS Products. 1971 begann er dort mit der Produktion von Automobilen und Kits. Der Markenname lautete Ranger.

## Unternehmensgeschichte
1972 gründete Salmons das neue Unternehmen Ranger Automotive Company in Leigh-on-Sea bei Southend-on-Sea in der Grafschaft Essex und setzte die Produktion fort. 1976 endete die Produktion. Erst 1982 wurde das Unternehmen aufgelöst.
Ranger Limited aus Llangefni in Wales belebte das Projekt zwischen 1984 für 1985 wieder. Insgesamt entstanden etwa 500 oder rund 1400 Exemplare.

## Fahrzeuge
Das Modell 80 stand während der gesamten Produktionszeit im Angebot. Es war vom Mini Moke inspiriert. Ein Spaceframe-Rahmen bildete die Basis. Viele Teile wie vorderer und hinterer Hilfsrahmen, Windschutzscheibe, Armaturenbrett, Sitze und Scheinwerfer kamen vom Austin 1100. Neben offenen und geschlossenen Aufbauten gab es auch einen Pick-up. Von diesem Modell entstanden etwa 303 Exemplare.
Der 1974 erschienene Cub war ein Dreirad mit hinterem Einzelrad. Es basierte auf dem Mini mit Spaceframe-Rahmen. Im ersten Verkaufsjahr fanden sich 20 Käufer, im zweiten und letzten Produktionsjahr nach einer Überarbeitung 1975 weitere 180 Käufer. Ein Fahrzeug erhielt zu Testzwecken einen Elektromotor.
Vom Cub 4, einer vierrädrigen Variante des Cub als Pick-up entstanden zwischen 1975 und 1976 lediglich vier Exemplare.
John Thomas, der zuvor bei Broadspeed tätig war, vertrieb Ranger-Fahrzeuge in Midland. Er präsentierte 1975 den Cub 6, eine sechsrädrige Variante des Cub 4, die allerdings ein Einzelstück blieb.
Der Jeep war ein Freizeitauto auf Basis Austin 1100, erschien 1976 und blieb ebenfalls ein Prototyp.